# Hetterscheidt (Adelsgeschlecht)

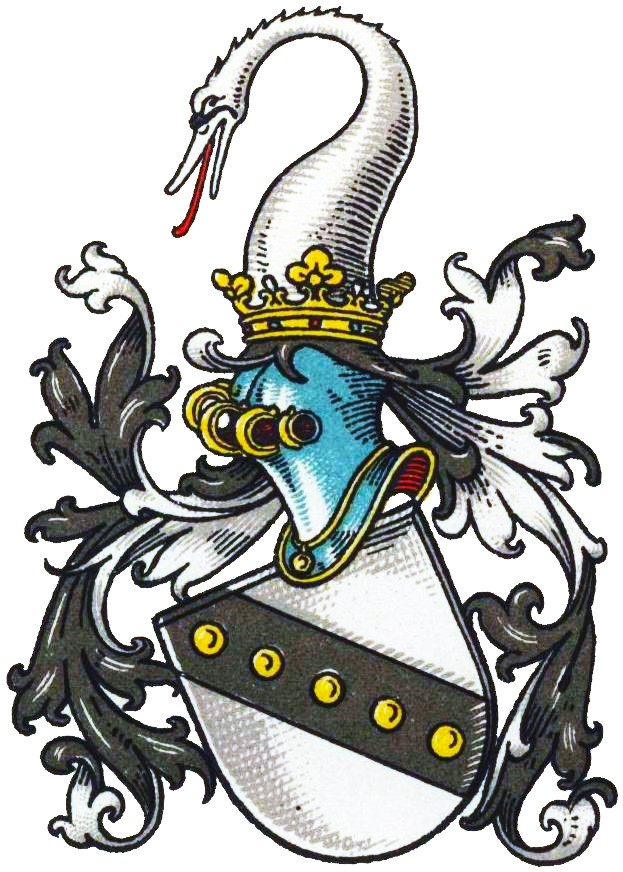
Wappen derer von Hetterscheidt im Wappenbuch des Westfälischen Adels

Hetterscheidt (auch Hetterscheid, Hettersche(y) o. ä.) ist der Name eines erloschenen westfälischen Adelsgeschlechts.

## Geschichte
Das Geschlecht hat seinen Namen von Burg Hetterscheidt, später „Abtsküche“ genannt, heute ein Burgstall in Hetterscheidt, Ortsteil von Heiligenhaus bei Velbert. 1317 übertrugen Rutger von Hetterscheidt, seine Frau Hilburg, sein Sohn Heinrich und sein Bruder Arnold ihr Gut Hetterscheidt, bestehend aus einem Mansen samt Wiese, Zehnten und dem Berg genannt Mergelberge dem Abt von Werden. Otto von Hetterscheidt wurde 1484 vom Kölner Erzbischof mit dem Hetterberge in der Benninghart belehnt. Eine Elisabeth von Hetterscheidt heiratete 1526 Goddert von der Tinnen. 1538 war sie bereits Witwe.
Die Familie, die im 16. Jahrhundert Dücking, Neuenhaus und Schlichthorst besaß, erlosch kurz nach 1700.

## Wappen
Blasonierung: In Silber ein schwarzer rechtsschräger Balken mit fünf goldenen Kugeln belegt. Auf dem gekrönten Helm mit schwarz-silbernen Helmdecken ein silberner Schwanenkopf mit Hals.
Anton Fahne gibt abweichend an, dass als Helmzier ein schwarzes Bärenhaupt verwendet wurde.